# Krigsåret 2005

## Pågående krig
- Afghanistankriget (2001-)[1]

- Darfurkonflikten (2003-)

- Irakkriget (2003–)[1]
  - Irak på ena sidan
  - USA, Storbritannien med flera på andra sidan

## Händelser

### Mars
- 15 - Förintelsemuseet Yad Yashem Holocaust Memorial invigs i Jerusalem.[2]

### April
- 26 - Syrien tar hem sina sista soldater från Libanon, där man haft militär sedan 1976.[2]

### Maj
- 9 – 60 stats- och regeringschefer samlas på Röda torget i Moskva för att fira 60-årsminnet av andra världskrigets slut i Europa.[2]

### Juni
- 1 – Ett JAS-flygplan haverar klockan 09.30 lokal tid utanför Utklippan söder om Karlskrona, och piloten skjuter ut sig i katapultstolen och räddas med helikopter. Haveriet är det fjärde i JAS historia.[2]
- 2 – En 10 år gammal amatörfilm visas i serbisk TV. Videon visar hur medlemmar ur milisstyrkan Skorpionerna för ner sex utmärglade muslimska män från militärfordon.[2]
- 8 – Ett regeringsbeslut i Sverige om att satsa 750 miljoner SEK på nytt stridsflygplan stoppas i sista sekund efter hätsk debatt.[2]

### Juli
- 11 juli – 10-årsjubileet över massakern i Srebrenica uppmärksammas. På plats samlas efterlevande, anhöriga och politiker.[2]

### Oktober
- 13 oktober – Vid våldsamma strider i Naltjik i södra Ryssland går minst 200 rebeller till angrepp mot polisstationer och andra myndighetsbyggnader, och minst 70 personer dödas.[3]

### November
- 25 november – Två soldater ur Svenska Utlandsstyrkan i Mazar-i-Sharif i nordvästra Afghanistan dödas av en fjärrutlöst sprängladdning. Sedan 1948 har 72 svenska militärer dödats i utlandstjänst.[3]

### December
- 27 - Den indonesiska gerillan Gerakan Aceh Merdeka har upplöst sin militära gren efter fredsavtalet med Indonesiens regering. 29 års gerillakrig är därmed slut.

### Fotnoter
1. 1 2  ”World Statesmen”. http://www.worldstatesmen.org/WARS.html. Läst 28 juni 2011.
2. 1 2 3 4 5 6 7   När Var Hur 2006. DN
3. 1 2   När Var Hur 2007. DN